# Neozygites fresenii
Neozygites fresenii är en svampart som först beskrevs av Nowak., och fick sitt nu gällande namn av Remaud. & S. Keller 1980. Neozygites fresenii ingår i släktet Neozygites och familjen Neozygitaceae.   Inga underarter finns listade i Catalogue of Life.